# النادي الرياضي بجبنيانة
النادي الرياضي بجبنيانة هو نادي كرة قدم تونسي تأسس سنة 1963 في جبنيانة ، ولاية صفاقس.